# زندة
زندة أو زندكان (بالكردية: Sindiyankê‏) سابقًا هي قرية سوريّة تتبع إداريّاً لمحافظة حلب منطقة عفرين ناحية جنديرس. بلغ تعداد سكانها 134 نسمة حسب التعداد السكاني لعام 2004، و571 نسمة حسب قيود السجل المدني لنهاية عام 2005.